# Pedro de Solier y Vargas
Pedro de Solier y Vargas (1573 – 9 de julho de 1620) foi um prelado católico romano que serviu como arcebispo de Santo Domingo de 1619 a 1620) e bispo de Porto Rico de 1614 a 1619.
Solier y Vargas professou na Ordem dos Eremitas de Santo Agostinho em 13 de fevereiro de 1594, aos 21 anos. Foi nomeado em 17 de novembro de 1614 pelo Rei da Espanha como bispo de Porto Rico e confirmado pelo Papa Paulo V. Recebeu a ordenação episcopal em 1616 através do Arcebispo de Santo Domingo Diego de Contreras, OSA. Em 16 de dezembro de 1619 foi nomeado para suceder Contreras na Arquidiocese de Santo Domingo, onde faleceu no ano seguinte.